# Clase Amagi
La Clase Amagi fue una serie de cruceros de batalla japoneses, que no llegaron a finalizarse debido a las restricciones del Tratado Naval de Washington. Uno de ellos entró en servicio tras ser convertido en portaaviones.
Las cuatro unidades de la clase fueron:
- Amagi
- Akagi
- Atago
- Takao